# Orthoplana bregazzii
Orthoplana bregazzii är en plattmaskart som beskrevs av Tor Karling 1973. Orthoplana bregazzii ingår i släktet Orthoplana och familjen Otoplanidae. Inga underarter finns listade i Catalogue of Life.